# ポール・グロー
ポール・グロー（英語: Port Glaud、フランス語: Port Glaud、セーシェル・クレオール語: Porglo）は、セーシェルの地区のひとつ。

## 隣接行政区画
- ベル・オンブ
- サン・ルイ
- ベル・エール
- グラン・アンス・マーヘ